# Reinhard Wiesend (Politiker)
Reinhard Wiesend (* 14. März 1887 in Berchtesgaden; † 13. März 1970) in München war ein deutscher Jurist und Landrat.

## Leben
Nach dem Abitur am humanistischen Gymnasium Passau studierte Reinhard Wiesend Rechtswissenschaften an der Ludwig-Maximilians-Universität München und der Friedrich-Alexander-Universität Erlangen-Nürnberg, wo er am 1. Juli 1917 mit der Dissertation „Die Schuld bei den zur Zuständigkeit der militärischen Ehrengerichte gehörigen Handlungen“ zum Dr. jur. promovierte. Seit dem Studium war er Mitglied der Studentenverbindung Akademischer Gesangverein München im SV. Von 1911 bis 1912 leistete er seinen Militärdienst als Einjährig-Freiwilliger und begann anschließend seinen juristischen Vorbereitungsdienst, auch beim Landgericht München. Vom 19. September 1914 an musste er Kriegsdienst leisten und war 1916 Gerichtsoffizier. Nach dem Krieg absolvierte er das zweite juristische Staatsexamen und kam danach als juristischer Hilfsarbeiter zur Bayerischen Landesfutterstelle. Zum 1. Dezember 1919 wurde er Bezirksamtsassessor in Ingolstadt. Am 16. Januar 1929 erhielt er den Titel und Rang eines Regierungsrats I. Klasse und kam nach einer dreijährigen Tätigkeit beim Bezirksamt München am 12. Juni 1935 als Bezirksamtsvorstand (ab 1939 Landrat) nach Garmisch-Partenkirchen. Von Januar 1942 bis Jahresende 1943 war er zugleich mit der Führung der Geschäfte des Landrats in Weilheim beauftragt. Am 2. Mai 1945 wurde er aus seinem Amt entlassen und bis zum 10. Januar 1947 interniert. Im Juni 1948 stufte ihn die Spruchkammer im Entnazifizierungsverfahren als Mitläufer ein; die Hauptspruchkammer München bewertete ihn im Juli 1950 als belastet. Die Berufungskammer München stellte das Verfahren durch Beschluss vom 26. Oktober 1950 ein. 
Wiesend war am 21. März 1933 in die NSDAP (Mitgliedsnummer 1.931.624) eingetreten und  von 1938 an Kreisrechtsamtsleiter.